# Hero Jan Hooghoudt
Hero Jan Hooghoudt (Sappemeer, 19 mei 1861 – Groningen, 14 januari 1898) was de oprichter van destilleerderij Hooghoudt. In de Oosterstraat in Groningen opende hij een likeurstokerij die uiteindelijk uitgroeide tot een familiebedrijf.

## Leven en werk
Hooghoudt werd geboren op 19 mei 1861 als zoon van een koopvaardijschipper. Toen hij 15 jaar was is hij vanuit Slochteren naar de stad Groningen vertrokken om hier te werken aan zijn ambitie als kruidenier bij Harmannus Smith, een koopman aan de Poelestraat. 
Later is Hooghoudt verhuisd naar Amsterdam, waarna hij terug verhuisde naar Groningen om een likeurstokerij aan de Oosterstraat te starten. Na een jaar is Hooghoudt verhuisd naar de Grote Kromme Elleboog. Kort daarna, op 30 oktober 1889, is hij getrouwd in Sappemeer met Grietje Boer. Zij gingen in de Turftorenstraat bij de familie Fokkens, in hetzelfde pand waar Aletta Jacobs eerder als studente heeft gewoond.
Op de nieuwe locatie werd een productie van likeuren opgezet, waarbij geëxperimenteerd werd met verschillende soorten vruchten, kruiden zaden en schillen. 
Tien jaar na de oprichting van de likeurstokerij overleed Hooghoudt op 14 januari 1898 aan een longonsteking. Zijn vrouw Grietje nam na zijn overlijden het familiebedrijf over en kreeg de bijnaam 'De Timmerman', vanwege haar inspanningen voor stijgende omzet en uitbreiding van het assortiment en bedrijfspand. 

## Familie
- Hero Jan Hooghoudt sr. (1861-1898), oprichter en directeur van Hooghoudt, trouwde op 30 oktober 1889 met Grietje Boer. 
  - Sijne Barend Hooghoudt (1892-1958), directeur van Hooghoudt
  - Ludolf Wietse Hooghoudt (1896-1977), directeur van Hooghoudt
    - Hero Jan Hooghoudt jr. (1928-2017), directeur van Hooghoudt
      - Bert Hooghoudt, directeur van Hooghoudt